# Proserpinicaris nicolasi
Proserpinicaris nicolasi is een eenoogkreeftjessoort uit de familie van de Parastenocarididae. De wetenschappelijke naam van de soort is voor het eerst geldig gepubliceerd in 1996 door Rouch.